# Constitution Pillersdorf
La constitution Pillersdorf (Pillersdorfsche Verfassung en allemand) est une constitution de l'empire d'Autriche promulguée par le ministre de l'Intérieur Franz von Pillersdorf le 25 avril 1848,. Elle s'applique à l'empire d'Autriche à l'exception de la Hongrie et de ses territoires italiens. Les libéraux reprochent à cette constitution de ne pas être assez démocratique.
Elle n'est en vigueur que jusqu'au 16 mai de la même année, après de nouvelles émeutes à Vienne qui poussent l'empereur à la suspendre. Elle est complètement retirée en juillet, quand le Reichstag est élu. 

## Contexte
À la suite du soulèvement français en février 1848, l'agitation politique s'étend à toute l'Europe, on parle de Printemps des peuples. Les émeutes éclatent à Vienne le 13 mars. Dès le 15, l'empereur lève la censure et promet la promulgation d'une constitution. La patente de tolérance est assouplie, la liberté des universités est garantie. Le chancelier Metternich doit fuir en Grande-Bretagne et est remplacé par Felix zu Schwarzenberg. Le 17 mars 1848, Pillersdorf est nommé responsable du projet de constitution. Il y travaille avec les ordres et le gouvernement. Elle est inspirée de la constitution belge et de celles des États allemands. Elle entre en vigueur le 25 avril 1848.

## Contenu
La constitution transforme l'empire d'Autriche en monarchie constitutionnelle. La Hongrie est exclue de son cadre, celle-ci ayant sa propre diète et depuis le 11 avril également sa propre constitution. La promesse faite le 8 avril à la Bohème d'obtenir son indépendance n'est par contre jamais tenue.
La constitution Pillersdorf prévoit un parlement bicaméral : sa chambre haute s'appelle Sénat et sa chambre basse chambre des députés. La première est constituée des princes des différentes maisons ayant atteint l'âge de 24 ans, des ministres nommés par l'empereur et de grands propriétaires terriens choisis. Les députés de la chambre basse doivent être élus au suffrage universel masculin, la majorité étant fixée à 24 ans, les receveurs de l'aide publique, les apprentis et les saisonniers en étant exclus.
Le parlement doit être convoqué ; par contre, il possède l'initiative des lois et légifère aux côtés de l'empereur. Ce dernier est également chef de l'exécutif qui est complété par un cabinet des ministres responsables devant le parlement. L'empereur a toutefois un droit de veto absolu contre les décisions du parlement. 
Sur le plan judiciaire, des cours d'assises sont créées. Les procès doivent être publics, oraux et un jury doit décider de la peine.
Le texte contient également un catalogue de droits fondamentaux. Il introduit une distinction entre droits de l'homme et droit du citoyen. Ces derniers se voient garantir l'égalité, la liberté de culte et de conscience ainsi que le droit à la propriété. La féodalité n'est par contre pas complètement supprimée. Des portions de la population sont donc exclues du processus démocratique. 

## Retrait
Elle n'est en vigueur que jusqu'au 16 mai de la même année, après de nouvelles émeutes à Vienne qui poussent l'empereur à la suspendre. Elle est complètement retirée en juillet, quand le Reichstag est élu. 

## Conséquences
Ce dernier parlement rédige l'ébauche de Kremsier. Toutefois, la constitution est finalement imposée par l'empereur. La constitution de mars entre en vigueur entre le 4 et le 7 mars 1849. Enfin, le 31 décembre 1851, cette dernière est remplacée par la patente de la Saint Sylvestre de François-Joseph Ier,.